# ジェンダー体操
ジェンダー体操は、NHK Eテレで放送された番組「バリバラ〜障害者情報バラエティー〜」で流れた体操である。日本放送協会はこれをLGBTQ当事者が考案したとしている。

## 概要
スタジオに、レオタード姿の白人女性2人が登場し（後に日本人の男性が1人加わる）、中央に立った女性が「この動画を見た日には、あなたもいっぱしのジェンダー通よ」と英語で語り掛ける。その後「Sｅx　Sｅx　Sｅx　Sｅx」と連呼しながら、体をくねらせて体操を始める。この時、画面下には「Sｅx…」の文字とともに「性別ってなあに？　性別ってなあに？」という日本語の字幕が表示された。続けて女性は「男性　女性　インターセック○ その他もろもろ」と叫んだり、男女の性器の英語名称を叫んだりしながら体操が続けられるものである。

## 反応・批判
この体操は2019年に一度のみ放送されたが、それから約5年経った2024年5月にあるユーザーがグローバリズム批判の一環として、ジェンダー体操の動画をXに投稿したところ、多くの人に拡散・炎上。「破廉恥だ」「早くNHKをなくしたほうがいい」「子供に悪影響しかない」「受信料返せ」といった批判が多く書き込まれた。衆議院議員補欠選挙に東京15区で日本保守党から出馬した飯山あかりも反応し、アクセス数は610万に達した。
同年5月16日には、参議院総務委員会でNHKから国民を守る党の齊藤健一郎議員がこのジェンダー体操を取り上げ「動画が炎上する1年前に成立したLGBT理解増進法がジェンダー体操につながったのではないか」と批判した。これに対して答弁者の小池英夫NHK専務理事は、質問通告をしていなかったこともあり、「NHKは放送法にのっとって国民に資するような放送、理解増進情報も含めて対応していくのが使命だと考える」と答弁した。